# ラヴィエベル〜人生は素晴らしい!
「ラヴィエベル〜人生は素晴らしい!」 (LA VIE EST BELLE ~ LIFE IS BEAUTIFUL) は、2007年6月27日に発売された、ソウル・フラワー・ユニオンのシングル。

## 解説
「ラヴィエベル〜人生は素晴らしい!」は、中川敬による、ニューオリンズ調ロックンロールのアレンジに乗せた人生讃歌。ブラスはBLACK BOTTOM BRASS BAND、アコーディオンはリクオが担当している。
シングルは、この「ラヴィエベル〜人生は素晴らしい!」に、アルバム未収録の「不惑の朝ぼらけ」、4曲のライヴ曲（イタリアのパルチザン讃歌「ベラ・チャオ（さらば恋人よ）」のカバーを含む）が加わった、全7曲入りである。こういった多数のライヴ曲を含んだ「超マキシ・シングル」の形態は、今では恒例となっている。
なお、本シングルのジャケットは、新たな米軍基地建設計画で揺れる沖縄・辺野古ビーチ（在日米軍海兵隊基地キャンプ・シュワブ側）にて開催された『PEACE MUSIC FESTA！』（『ライヴ辺野古』の項参照）での写真である。

## 収録曲
1. ラヴィエベル 〜人生は素晴らしい！ LA VIE EST BELLE (LIFE IS BEAUTIFUL)
2. 不惑の朝ぼらけ FUWAKU NO ASABORAKE (THE DAWN OF 40)
3. ベラ・チャオ BELLA CIAO
4. ブルー・マンデー・パレード BLUE MONDAY PARADE
5. 宇宙フーテン・スイング COSMIC FUTEN SWING
6. みんな信者 EVERYONE’S A BELIEVER
7. ラヴィエベル 〜人生は素晴らしい！＜インスト＞ LA VIE EST BELLE (LIFE IS BEAUTIFUL)＜INST.＞

## 備考
- M-3〜6 は、ライヴ・レコーディング
- M-3 イタリア・パルチザン讃歌「BELLA CIAO」。1960年代の日本のうたごえ運動でも「さらば恋人よ」として歌われた。
- M-6 ニューエスト・モデルの楽曲